# رولو ویکس
رولو ویکس (انگلیسی: Rollo Weeks؛ زادهٔ ۲۰ مارس ۱۹۸۷) هنرپیشه اهل بریتانیا است. وی بین سال‌های ۱۹۹۳ تا ۲۰۱۲ میلادی فعالیت می‌کرد.
از فیلم‌هایی که وی در آن نقش داشته است، می‌توان به دختری با گوشواره مروارید و خون‌آشام کوچک اشاره کرد.